# فورمن ۱۱۳۳۳
سیارک ۱۱۳۳۳ (به انگلیسی: 11333 Forman، نامگذاری:1996HU) یازده هزار و سیصد و سی و سومین سیارک کشف شده‌است که در ۲۰ آوریل ۱۹۹۶ کشف شد. این سیارک به افتخار میلوش فورمن کارگردان سینمای چک به «فورمن ۱۱۳۳۳» نامگذاری شده‌است.
قدر مطلق سیارک برابر ۱۴٫۶۰ است.